# 別抱我，我會怕！
《別抱我，我會怕！》是一系列包含音樂劇元素的英國布偶節目，由貝姬·斯隆（Becky Sloan）及約瑟·普寧（Joseph Pelling）領銜創作。初始網絡短片系列共6集，自2011年起不定期發佈，一度成為英語網絡社群的話題。2022年，官方推出電視節目系列共6集，於英國Channel 4首播。

## 概要
本系列目前合共發佈了六部短片。每部系列短片的內容，都是圍繞布偶「老師」以柔和動聽的歌曲帶領三名布偶朋友，學習一些人生裡不能忽視的主題。短片一開始的風格致力模仿近代以教育兒童為主要目的之布偶音樂劇，但途中觀眾會開始察覺到「老師」角色在引導上的不對勁，繼而在後段爆出極度黑暗的轉折和目的，最終在一切僥倖回復原狀之時，讓觀眾堪如三名布偶朋友那般，完成畢生難忘的一課。有新聞媒體將片段迥異的風格形容為「《黑天鵝》遇上《芝麻街》」。
第一部作品是創作者貝姬和約瑟以相當有限的資金，並在所屬組織「This Is It Collective」的同僚全力支持下完成，於2011年7月首度在自身的作品網站上發佈。其後片段於同年7月29日登陸組織的Youtube平台以後，正式牽起大量觀眾對於感官刺激和畫面幕後訊息的熱烈討論。不少愛好者特意為製作配上歌詞的截圖，同時亦有不少Youtube用戶拍下首次接觸時為之驚愕和無奈的反應，促使有關影片在網路社群得到更快更廣泛的傳播。短片亦為創作者帶來讚好系統、廣告分紅、歌曲下載和周邊服飾銷售等等的豐富收入。加上慕名而來的布偶節目投資者，如英國電視台第四台，所提出的合作計劃，最終使所屬組織成為一間能夠自給自足的製作公司。其後兩位創作者自組新的分支工作室「Blink Industries」，於2014年1月1日參與短片展覽時，在會場和網上同步公佈緊密籌備的系列第二部作品。他們隨後又於同年5月透過Kickstarter向公眾籌集可供製作額外四部短片，合共英鎊96000元的資金。籌募計劃最終由3540人以英鎊104905元的款項告終，而其後四部作品亦相應在2014年10月31日、2015年3月31日、2015年10月14日及2016年6月19日先後發佈，全系列累積過億觀看次數。
2018年9月13日，官方於Youtube平台預告新一部作品《Wakey Wakey》的推出，並確認新投資者——美國脫口秀主持人柯南·奧布萊恩掌管的公司CONACO，與及透納廣播公司旗下網路製作公司Super Deluxe的加入。不過《Wakey Wakey》除了在一個動畫節首映外，在完成多年都沒有正式對外發佈，宣傳片更在2022年5月正式下架。2022年9月，作品在網上被洩露，方才顯示其為約20分鐘的電視試播集。作者們在後來的新作訪談中確認了這部試播集的存在，並表示他們認為此成品偏離了使網絡短片系列成功的關鍵架構，所以最後予以放棄。
2022年6月19日，官方釋出新宣傳片，確認6集與Channel 4合作的的新作於9月正式推出，每集約20分鐘。

## 內容

### 網絡短片
每部短片未有特別命名，但內裡均有特別強調的主題關鍵字，因此以下將以有關字詞作每部作品的識別。
1. 創意（Creativity）
三位布偶朋友在廚房連飯廳裡呆坐時，被活力充沛的筆記簿「老師」指導去進行各種創意思考和活動，豈料時光飛逝以後，充滿創意的事情都成為了血淋淋的事故。
2. 時間（Time）
三位布偶朋友正在等待五分鐘後的節目，期間被動起來的時鐘「老師」帶領到不同的時空去理解時間的重要性和影響力。就在他們想進一步研究時間概念的真締時，時鐘以最後的逼真體驗讓他們無從反抗。
3. 愛（Love）
其中一位布偶目睹朋友狠心殺害飛經他們野餐食物的蝴蝶以後，獨自悲困地離去。就在此時，一隻蝴蝶「老師」帶領他到夢幻國度，遇上許多對愛瞭如指掌的朋友講解相關理念，還有為其帶來新生的愛之國王。
4. 電腦（Computers）
三位布偶朋友在客廳渴望解答遊戲的疑問。他們在百般期待下意外迎來電腦「老師」，最後更一同進入電子世界，反覆進行被高度推薦的三項活動，更意外突破了世界的限制。
5. 食物（Food）
布偶朋友意識到有些東西改變了。周圍的食物「老師」這時活靈活現起來，透過健康名義，不斷講解進食和食物的奧秘。關鍵時刻，紅色電話接連響起，彷如要脫離幻想的警告，亦猶如面對現實的陷阱。
6. 夢（Dreams）
最後的布偶不想再要更多「老師」和歌曲，奈何某個備受壓抑的存在，卻在此時看出幕後的秘密，並試圖用自己僅餘的創意力量掌控一切。而當所有事物陷入混亂之際，支持一切的電源被拔走，世界迎來了新的一天和重啟。

### 試播集
1. 醒醒，醒醒（Wakey Wakey）
住在泥山城的三名布偶朋友，在恆常跟全城居民打招呼時，發現市長失蹤了。有人決意深入尋找，有人感覺事不關己，亦有人忙著填補市長的空缺，鎖匙「老師」此時出現，要就著完全掌控這個城鎮的關鍵給予意見。市長與酷飲「老師」灌輸的意識，亦將為泥山城的新常態帶來更多波伏。

### 電視節目
1. 工作（Jobs）
布偶朋友發現今天和未來沒有甚麼事情可做，惹來公事包「老師」給他們解說社會各種工作的可能性。只是解說進行一半，布偶朋友都被困在一間只有不斷重覆工作的機件工廠中。他們找方法離開時，逐步被職場崗位的慣例和制度綑綁，就此進行了長達四十年的學習。
2. 死亡（Death）
一個布偶留意到報紙新聞說他必然死了，但其實他自己與朋友都不明白死亡是甚麼。直至生命與木頭融合的棺木「老師」舉行儀式，與及悲傷附和的群眾送上新朋友製作包，三位朋友都仍然不明白。最後他們還是憑藉回憶的力量，把想要的過去好好重現。
3. 家庭（Family）
三位布偶朋友要打開家庭裝零食之際，被路過的攣生姊弟「老師」直指他們並非真正的家庭，沒有進食的資格。針對他們尚有的一絲憧憬，攣生姊弟把他們帶到自己家中體驗各種家庭活動。到了最後，全部都仿佛只是為一場盛宴所作的鋪張。
4. 友誼（Friendship）
因為一位布偶朋友忘記密碼，他們每年的電腦日活動遇上了阻滯。當兩位朋友對他說了不好的說話，一個擅長畫外教學技術的「老師」不斷介入，以奇怪的自白訴說壞朋友和好朋友的差異。眾人皆想無視之際，忘記密碼的布偶因著朋友間的差別對待而崩潰並逃避現實。「老師」這時深入布偶腦袋想將之帶回來，豈料扭曲的友誼使一切持續沉淪。
5. 交通（Transport）
一位布偶朋友對家中生活感到苦悶，最後召喚了一位能夠轉化為各種交通工具的「老師」。老師卻在教學中途休克，讓決心前往新境地的布偶擔起駕駛重任。這趟旅程並沒有他們想像中豐富，只有很多反覆的支節和神秘的想像，更讓他們意外到達比住家更差的地方。一切看似黯然結束之際，最後一幕他們還是回家了。
6. 電力（Electricity）
布偶朋友打算將無用的紙碎掉，在拿起一張收費單時引來電箱「老師」表達抗議，讓所有人認清維持電力運行的重要性。一名布偶朋友這時突然揭露他需要電池驅動身體。在換上新電池後，他對世界的觀念徹底改變，並發現這個家原來一直存在為他打造的不同樓層，還有掌握一切的人。只是這人願意給出的真相，與及比真相更高層次的真相，注定仍然非常遙遠。

## 外部連結
- 創作者作品網站（页面存档备份，存于）
- YouTube上的別抱我，我會怕！（Don't Hug Me .I'm Scared）頻道
- 別抱我，我會怕！（Don't Hug Me I'm Scared）的Facebook專頁
- 《別抱我，我會怕！》Kickstater專屬頁面（页面存档备份，存于）